# Ove Gjedde
Ove Gjedde (Tommerup, Escània, 27 de desembre de 1594 - Copenhaguen, 19 de desembre de 1660) va ser un almirall danès i membre del govern provisional que va seguir la mort del rei Cristià IV i va imposar dures restriccions a Frederic III, a causa dels seus estrets vincles amb Alemanya.

## Biografia
El març de 1618 Gjedde va dirigir una expedició cap a l'Índia i Ceilan per establir una colònia danesa que podria ser emprada com a base per comerciar amb la Xina i les Índies Orientals per part de la Companyia Danesa de les Índies Orientals. La flota estava composta per tres vaixells de la marina danesa, l'Elefanten, el David i l'Øresund , i dos vaixells mercants, el Kiøbenhavn i el Christian. Allà va obtenir una concessió de terra del nayak de Tanjore, que va donar lloc a la colònia de Tranquebar i la construcció de Fort Dansborg, que continuaria sota poder danès durant més de 200 anys. Gjedde va tornar a casa el març de 1622.
Posteriorment va participar en la Guerra de Torstenson (1643-1645) com a almirall i el 1645 va ser nomenat "Almirall del regne", però el 1648 va emmalaltir, i a canvi se li va concedir el feu del castell de Helsingborg.
Després del Tractat de Roskilde Dinamarca va perdre Escània en favor de Suècia. Quan el rei suec Carles X Gustau va trencar la pau de 1658, Ove Gjedde va ser fet presoner durant una visita a Helsingborg. Primer va ser enviat a la presó al castell de Helsingborg, i posteriorment a Malmö. El 1660 va ser alliberat en un intercanvi de presoners entre Suècia i Dinamarca. Aleshores Gjedde era un home vell i malalt que ja s'havia fet construir una tomba a l'antiga ciutat danesa de Helsingborg, aleshores sueca. Poc després moria, a finals de 1660 a Copenhaguen.